# Jantetelco
Jantetelco é uma cidade do estado de Morelos, no México. A cidade serve como sede municipal para o município vizinho de mesmo nome. O município registrou 17.238 habitantes no censo do ano de 2015. O nome Jantetelco vem de palavras nahuatl que significam "colina de edifícios de alvenaria" e deve ser escrito Xamtetelko." Restos de fundações foram encontrados na entrada da cidade. Uma deusa de 59 cm de altura do milho, Xochiketzal, e uma guirlanda circular de 15 cm por 25 cm e o sinal de Xóchitl ("flor") foram encontrados atrás da igreja. Matamoros refere-se ao Padre Mariano Matamoros, herói da Guerra da Independência mexicana.

## Extensão
Possui uma área total de 80,82 km², número que representa 1,63% do total do estado. Está politicamente dividido em 10 localidades. 

## Orografia
O município está localizado entre colinas e ravinas de redes de arrasto sedimentar. Na parte central, destacam-se as colinas de Jantetelco, atingindo 1.878 metros de altura e o de Chalcatzingo com 1.570 metros; o resto do território é formado por planos sedimentares. Hidrografia Este município é atravessado por alguns rios como o Amatzinac, Tenango, Los Santos e Tepalcingo. Os ribeiros que correm pelos desfiladeiros do meio e pelo Zacate, pelas colinas do gordo e colorado que são imponentes. Existem também 10 bordos no município. 

### Clima
Semi-seco e semi-quente com inverno mal definido, com seca no final do outono, durante o inverno e início da primavera tem uma precipitação de 988 milímetros por ano.

## Perfil Sociodemográfico

### População
De acordo com os resultados apresentados pela II Contagem de População e Habitação em 2005, o município tem um total de 13.811 habitantes. Grupos étnicos A presença indígena no município é de 157 falantes, o que representa 1,33% da população total. Suas duas línguas principais em ordem de importância são o nahuatl e o zapoteca, respectivamente. De acordo com os resultados apresentados pelo II Contagem de População e Habitação em 2005, o município possui um total de 81 pessoas que falam uma língua indígena. Religião A religião católica predomina com 9.982 pessoas com 5 anos ou mais de idade que a professam, enquanto pessoas da mesma faixa etária são uma população que pertence a outros tipos de crenças religiosas como a Evangélica com 675, a Judaica com 56 e com 1.057 Testemunhas de Jeová. Pentecostes, israelitas e mórmons.